# Parlamentswahl in der Türkei November 2015
- HDP: 59
- CHP: 134
- AKP: 317
- MHP: 40

Die vorgezogene Wahl zur 26. Großen Nationalversammlung der Türkei fand am 1. November 2015 statt. Gewählt wurden die 550 Abgeordneten des nationalen Parlaments. Die AKP („Partei für Gerechtigkeit und Aufschwung“), die seit der letzten Wahl im Juni des Jahres eine Minderheitsregierung stellte, gewann deutlich an Stimmenanteilen hinzu und erlangte eine absolute Mehrheit der Parlamentssitze. Die kemalistisch-sozialdemokratische CHP (Republikanische Volkspartei) wurde zweitstärkste Kraft, die rechtsextreme MHP (Partei der Nationalistischen Bewegung) und die HDP (Demokratische Partei der Völker) verloren Wähler.
Vertreter der Organisation für Sicherheit und Zusammenarbeit in Europa (OSZE) und des Europarates kritisierten insbesondere die Gewalt vor der Abstimmung, warfen dem staatlichen Sender TRT eine parteiische Berichterstattung vor und stuften den Wahlkampf in der Türkei als unfair ein. Gelobt wurde die hohe Wahlbeteiligung von 88,2 %.

## Hintergrund und unmittelbare Vorgeschichte
Regulär hätte die Wahl gemäß Artikel 77 der Verfassung der Türkei erst im Juni 2019 stattfinden sollen. Eine vorgezogene Wahl war nötig geworden, weil die regierende AKP bei der vorigen Wahl im Juni 2015 ihre absolute Mehrheit verlor und innerhalb der vorgeschriebenen 45-Tage-Frist keinen Koalitionspartner finden konnte. Staatspräsident Erdoğan löste deshalb am 21. August 2015 das Parlament vorzeitig auf und setzte eine Neuwahl an.
Die Regierungsbildung nach der Wahl im Juni wurde von politischen Beobachtern als schwierig eingeschätzt, da die im Parlament vertretenen vier Parteien (AKP, CHP, MHP und HDP) miteinander verfeindet oder ideologisch zu gegensätzlich sind, als dass eine stabile Koalition hätte gebildet werden können. Viele Kommentatoren äußerten auch die Ansicht, Präsident Erdoğan habe ganz bewusst die Verhandlungen scheitern lassen, um so eine Neuwahl herbeizuführen. Erdoğan verfolgt weiter das politische Ziel der Umwandlung der Türkei in eine Präsidialdemokratie. Dafür ist eine Verfassungsänderung notwendig, die eine Zwei-Drittel-Mehrheit der Nationalversammlung erfordert (Artikel 175 der Verfassung). Eine solche Mehrheit für die AKP wäre nur zu erlangen gewesen, wenn die HDP die 10 %-Sperrklausel, die sie bei der Wahl im Juni überraschend übersprungen hatte, bei der Wahl am 1. November verfehlt hätte.

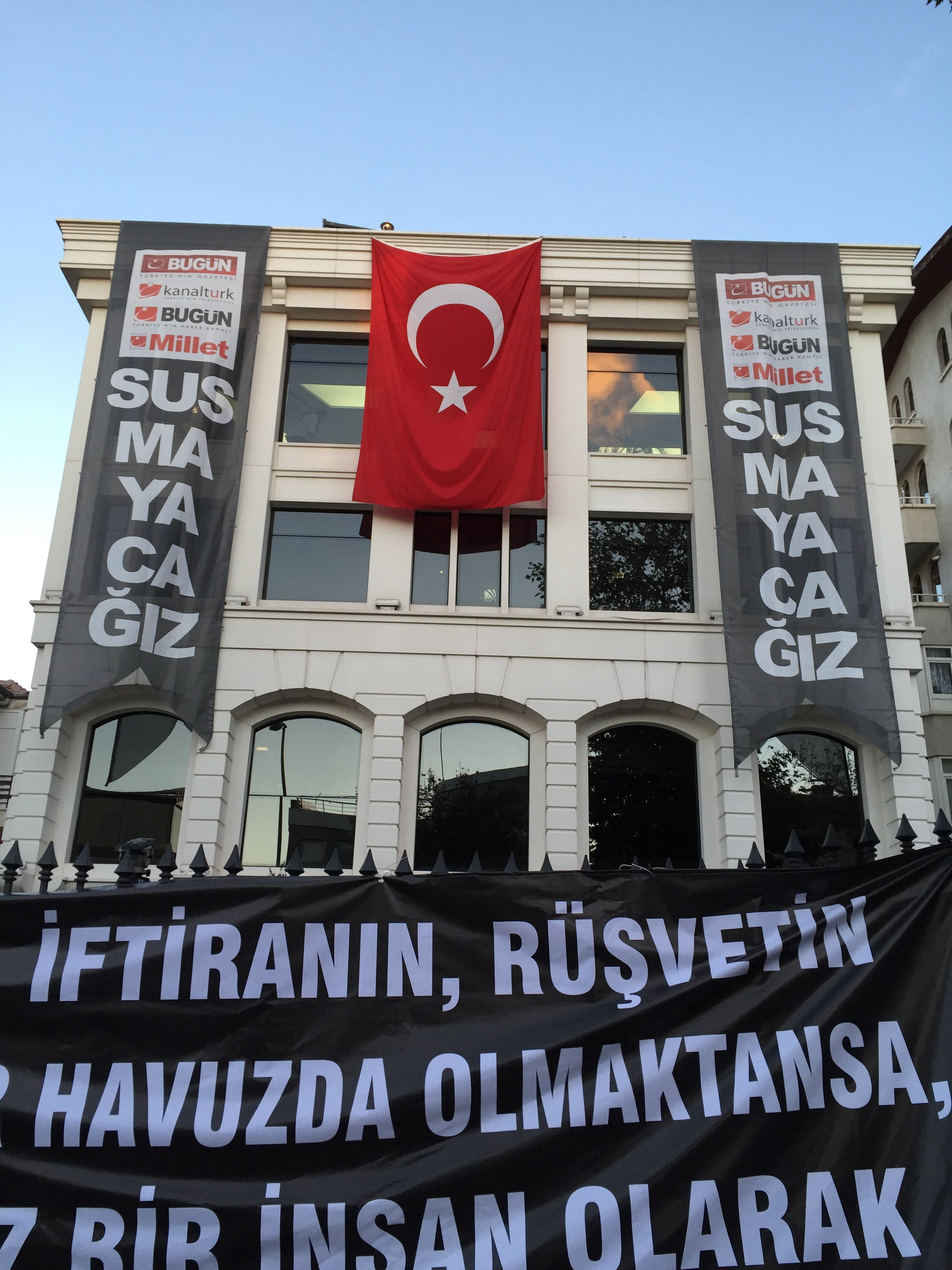
Protestbanner am Hauptquartier der Koza-İpek-Holding

Ein Bombenanschlag auf eine Friedensdemonstration in Ankara am 10. Oktober 2015 – mit mehr als 100 Todesopfern unter regierungskritischen Demonstranten der schlimmste Anschlag der Landesgeschichte – überschattete die letzten drei Wochen des Wahlkampfs.   Im Vorfeld der Wahl ließ die Regierung Davutoğlu im September die regierungskritische, der Gülen-Bewegung nahestehende Koza-İpek-Holding durchsuchen mit der Begründung, gegen sie werde wegen Verdacht der Unterstützung einer Terrororganisation und Propaganda ermittelt.  Der Konzern ist im Medienbereich, im Bergbau und im Energiesektor tätig.
Im Oktober wurde der Konzern unter Zwangsverwaltung gestellt, die Konzernzentrale und die Redaktionen von Bugün und Millet sowie die Regieräume der zugehörigen Fernsehsender Bugün TV und Kanaltürk wurden von Polizeieinheiten gewaltsam besetzt. Der Sendebetrieb der TV-Stationen wurde eingestellt, die Titelseiten der Zeitungen erschienen aus Protest auf schwarzem Hintergrund in weißer Schrift und der Schlagzeile „Ein schwarzer Tag“.

## Teilgenommene Parteien

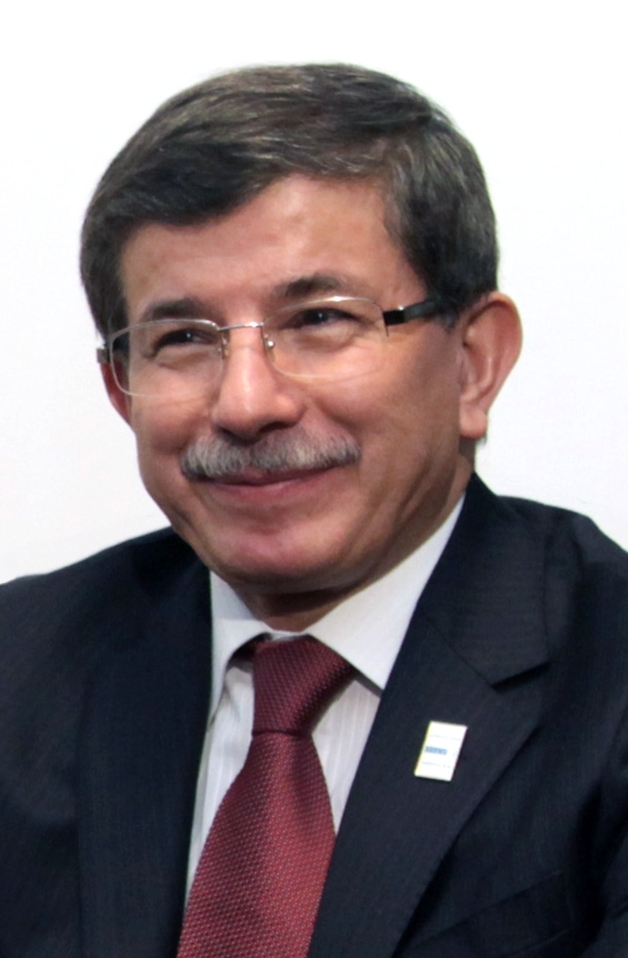
Ahmet Davutoğlu, Kandidat der Gerechtigkeits- und Aufschwungpartei

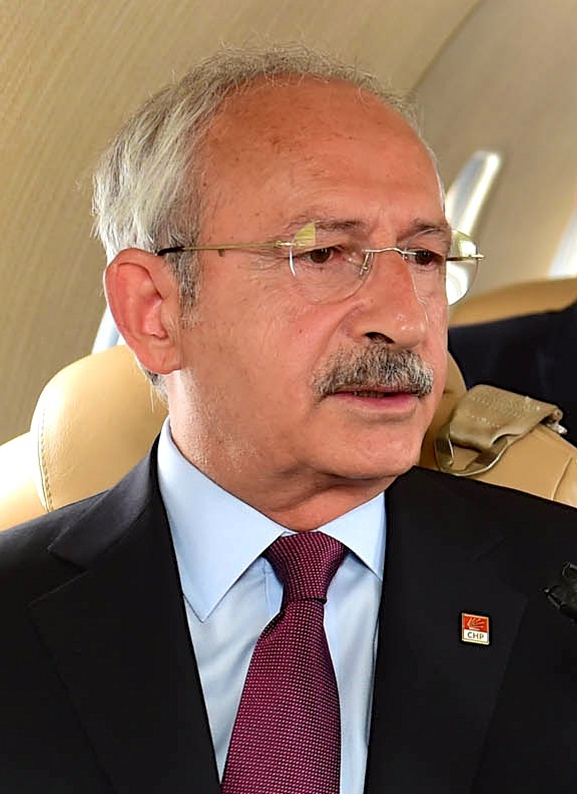
Oppositionsführer Kemal Kılıçdaroğlu von der Republikanischen Volkspartei

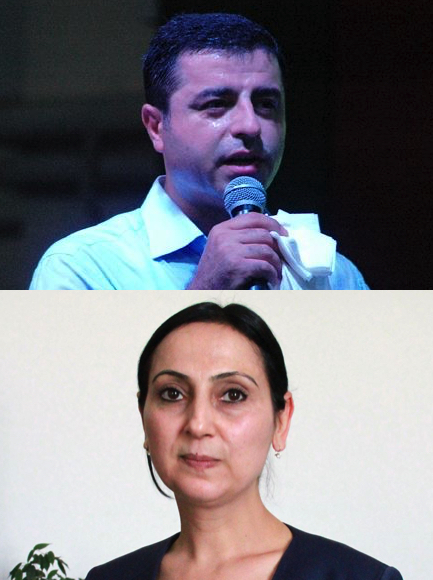
Parteiführer der Demokratischen Partei der Völker:
Selahattin Demirtaş (oben) und Figen Yüksekdağ (unten)

Bei der Parlamentswahl im Juni waren 20 Parteien angetreten; am 1. November waren es 16:
| Nr. | Logo | Logo | Partei                                                             | Kürzel  | Ausrichtung                                 | Spitzenkandidat                         |
| --- | ---- | ---- | ------------------------------------------------------------------ | ------- | ------------------------------------------- | --------------------------------------- |
| 1.  |      |      | Millet Partisi Volkspartei                                         | MP      | nationalistisch                             | Aykut Edibali                           |
| 2.  |      |      | Vatan Partisi Vaterlandspartei                                     | —       | kemalistisch, nationalistisch               | Doğu Perinçek                           |
| 3.  |      |      | Cumhuriyet Halk Partisi Republikanische Volkspartei                | CHP     | kemalistisch, sozialdemokratisch            | Kemal Kılıçdaroğlu                      |
| 4.  |      |      | Hak ve Özgürlükler Partisi Partei für Recht und Freiheiten         | HAK-PAR | pro-kurdisch                                | -                                       |
| 5.  |      |      | Saadet Partisi Partei der Glückseligkeit                           | SP      | islamistisch                                | Mustafa Kamalak                         |
| 6.  |      |      | Demokratik Sol Parti Demokratische Linkspartei                     | DSP     | sozialdemokratisch                          | Masum Türker                            |
| 7.  |      |      | Demokrat Parti Demokratische Partei                                | DP      | liberal-konservativ                         | Gültekin Uysal                          |
| 8.  |      |      | Bağımsız Türkiye Partisi Partei der Unabhängigen Türkei            | BTP     | nationalistisch, islamistisch               | Haydar Baş                              |
| 9.  |      |      | Milliyetçi Hareket Partisi Partei der Nationalistischen Bewegung   | MHP     | nationalistisch, rechtsextrem               | Devlet Bahçeli                          |
| 10. |      |      | Halkın Kurtuluş Partisi Volksbefreiungspartei                      | HKP     | marxistisch-leninistisch                    | Nurullah Ankut                          |
| 11. |      |      | Liberal Demokrat Parti Liberaldemokratische Partei                 | LDP     | liberal                                     | Cem Toker                               |
| 12. |      |      | Halkların Demokratik Partisi Demokratische Partei der Völker       | HDP     | demokratisch-sozialistisch, pro-kurdisch    | Figen Yüksekdağ und Selahattin Demirtaş |
| 13. |      |      | Büyük Birlik Partisi Partei der Großen Einheit                     | BBP     | islamistisch, nationalistisch, rechtsextrem | Mustafa Destici                         |
| 14. |      |      | Adalet ve Kalkınma Partisi Partei für Gerechtigkeit und Aufschwung | AKP     | islamisch-konservativ                       | Ahmet Davutoğlu                         |
| 15. |      |      | Komünist Parti Kommunistische Partei                               | KP      | marxistisch-leninistisch                    | Özlem Şen Abay                          |
| 16. |      |      | Doğru Yol Partisi Partei des Rechten Weges                         | DYP     | konservativ                                 | Çetin Özaçıkgöz                         |

aufgelistet in der gleichen Reihenfolge wie auf dem Wahlzettel

## Abgeordnetenzahl nach Wahlbezirken

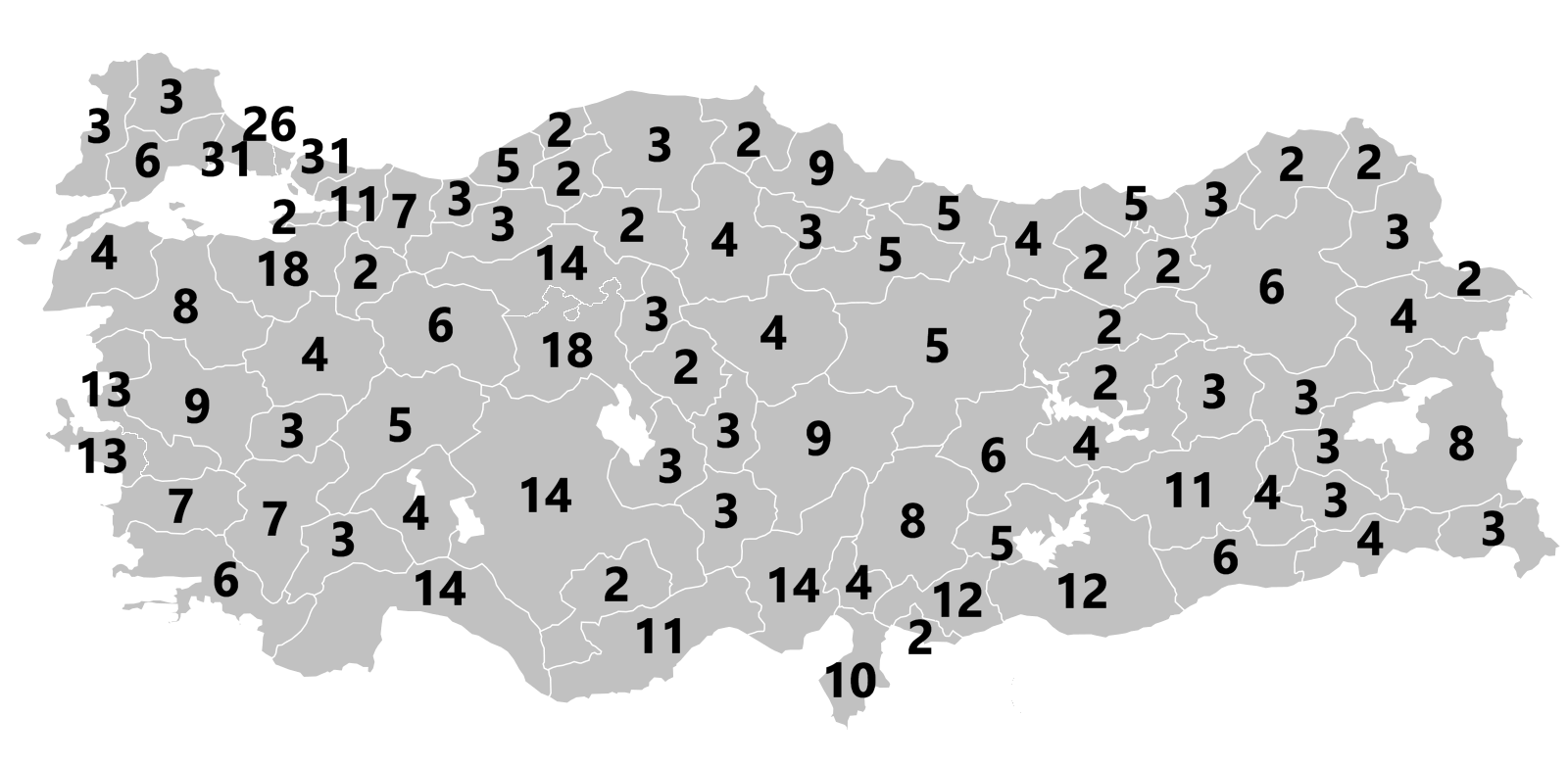
Wahlkreiseinteilung mit Zahl der gewählten Abgeordneten pro Wahlkreis

Die Zahl der Mandate für eine Provinz richtet sich nach deren Bevölkerungszahl. Es gibt drei Provinzen, die in mehrere Wahlkreise unterteilt sind: Istanbul (3), Izmir (2), und Ankara (2). Die einzelnen Zahlen sind:
| - Adana: 14 - Adıyaman: 5 - Afyonkarahisar: 5 - Ağrı: 4 - Aksaray 3 - Amasya: 3 - Ankara 1. Gebiet: 18 - Ankara 2. Gebiet: 14 - Antalya: 14 - Ardahan 2 - Artvin: 2 - Aydın: 7 - Balıkesir: 8 | - Bartın 2 - Batman 4 - Bayburt 2 - Bilecik: 2 - Bingöl 3 - Bitlis 3 - Bolu 3 - Burdur 3 - Bursa 18 - Çanakkale 4 - Çankırı 2 - Çorum 4 | - Denizli 7 - Diyarbakır 11 - Düzce 3 - Edirne 3 - Elâzığ 4 - Erzincan 2 - Erzurum 6 - Eskişehir 6 - Gaziantep 12 - Giresun 4 - Gümüşhane 2 - Hakkâri 3 | - Hatay 10 - Iğdır 2 - Isparta 4 - Mersin 11 - Istanbul 1. Gebiet: 31 - Istanbul 2. Gebiet: 26 - Istanbul 3. Gebiet: 31 - Izmir 1. Gebiet: 13 - Izmir 2. Gebiet: 13 - Karabük 2 - Karaman 2 - Kars: 3 | - Kastamonu: 3 - Kayseri: 9 - Kilis 2 - Kırıkkale 3 - Kırklareli: 3 - Kırşehir: 2 - Kocaeli: 11 - Konya: 14 - Kütahya: 4 - Malatya: 6 - Manisa 9 - Kahramanmaraş 8 | - Mardin 6 - Muğla 6 - Muş 3 - Nevşehir 3 - Niğde 3 - Ordu 5 - Osmaniye 4 - Rize 3 - Sakarya 7 - Samsun 9 - Siirt 3 - Sinop 2 | - Şırnak 4 - Sivas 5 - Tekirdağ 6 - Tokat 5 - Trabzon 6 - Tunceli 2 - Şanlıurfa 12 - Uşak 3 - Van 8 - Yalova 2 - Yozgat 4 - Zonguldak 5 |

## Ergebnis

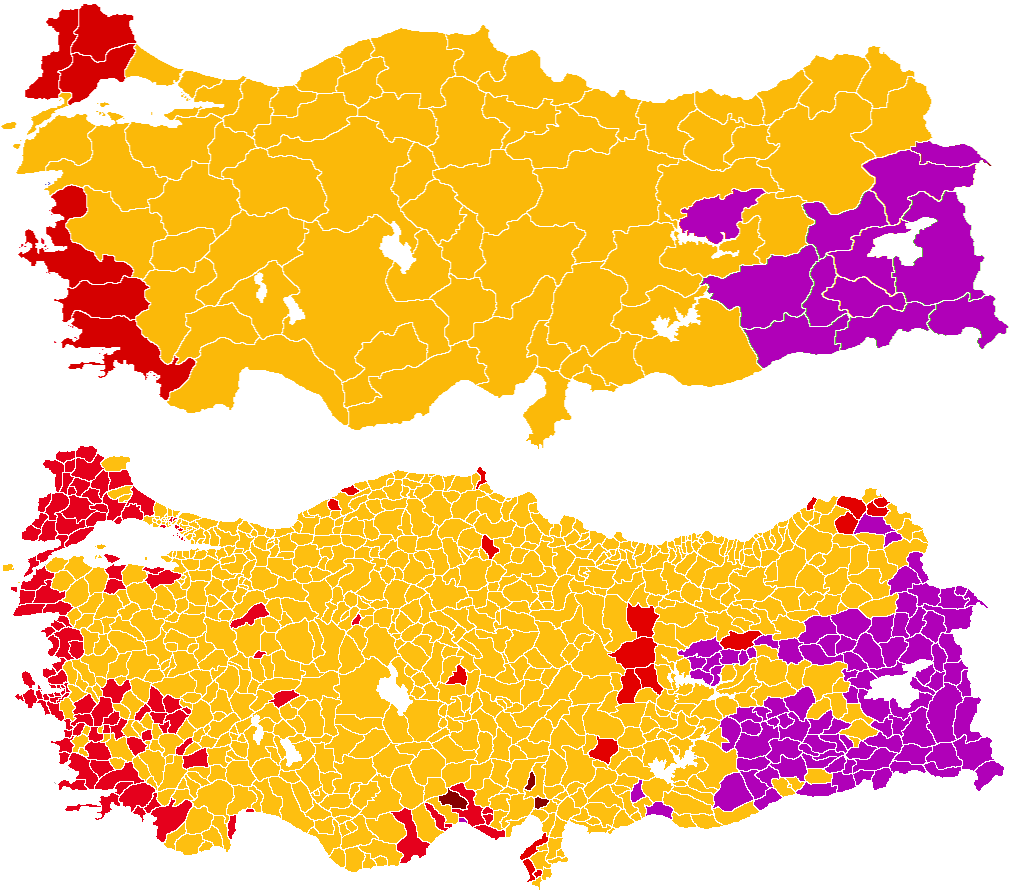
Partei mit den meisten Stimmen in Provinz (oben) und Landkreis (unten):
AKP
CHP
HDP
MHP

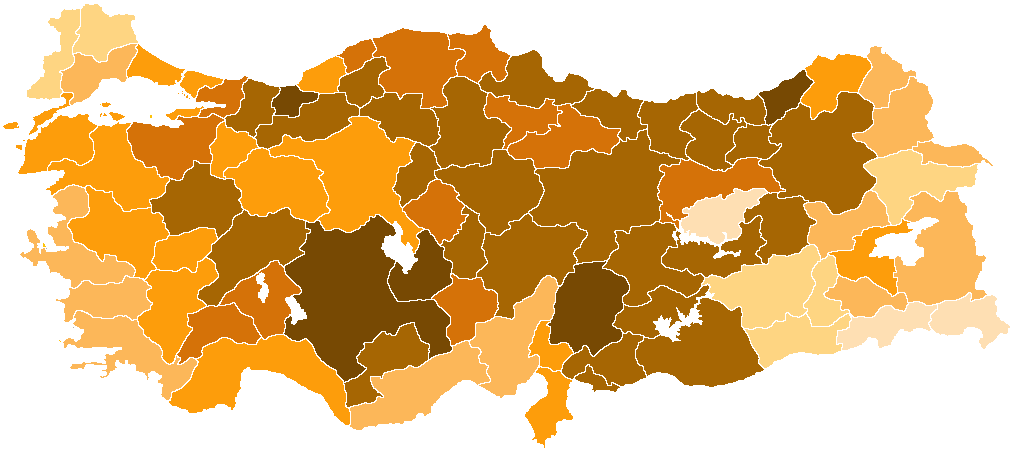
Stimmenanteil der AKP

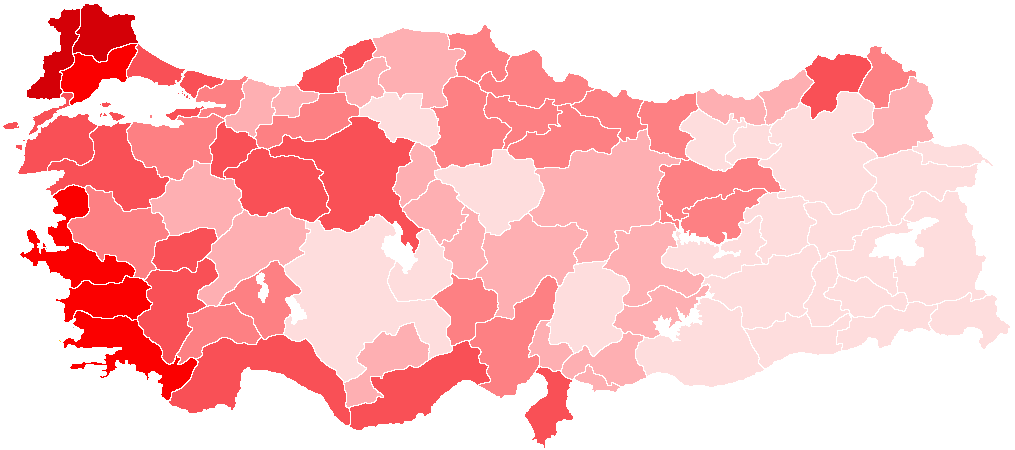
Stimmenanteil der CHP

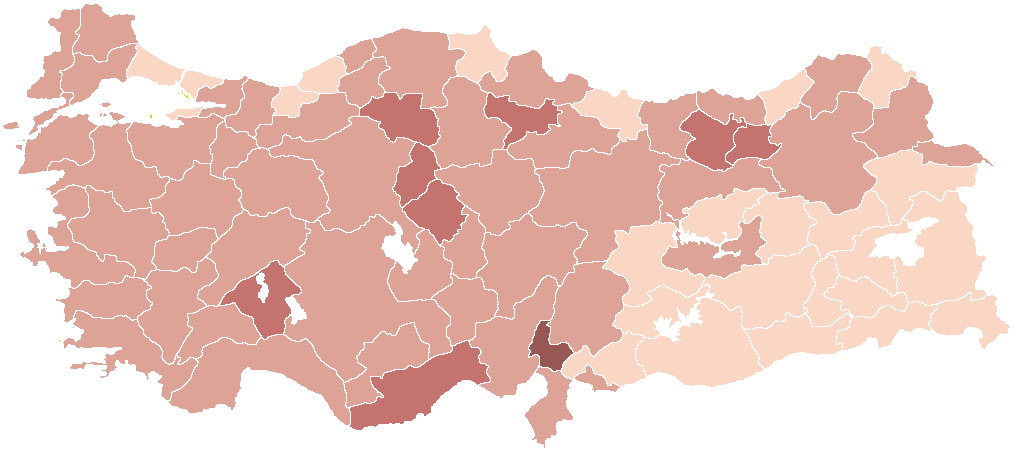
Stimmenanteil der MHP

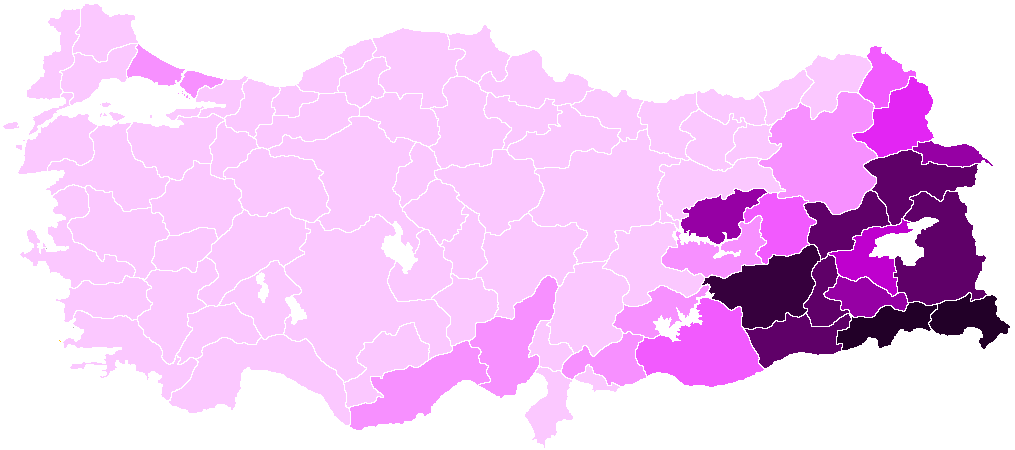
Stimmenanteil der HDP

### Gesamtergebnis
| Partei                        | Partei                                  | Kürzel              | Stimmen    | Stimmen | Stimmen | Sitze  | Sitze |
| Partei                        | Partei                                  | Kürzel              | Anzahl     | %       | +/−     | Anzahl | +/−   |
| ----------------------------- | --------------------------------------- | ------------------- | ---------- | ------- | ------- | ------ | ----- |
|                               | Partei für Gerechtigkeit und Aufschwung | AKP                 | 23.681.926 | 49,50   | +8,63   | 317    | +59   |
|                               | Republikanische Volkspartei             | CHP                 | 12.111.812 | 25,32   | +0,37   | 134    | +2    |
|                               | Partei der Nationalistischen Bewegung   | MHP                 | 5.694.136  | 11,90   | −4,39   | 40     | −40   |
|                               | Demokratische Partei der Völker         | HDP                 | 5.148.085  | 10,76   | −2,36   | 59     | −21   |
|                               | Partei der Glückseligkeit               | SP                  | 325.978    | 0,68    | −1,38   | 0      | ±0    |
|                               | Große Einheitspartei                    | BBP                 | 253.204    | 0,53    | Neu     | 0      | Neu   |
|                               | Vaterlandspartei                        | —                   | 118.803    | 0,25    | −0,10   | 0      | ±0    |
|                               | Partei für Recht und Freiheiten         | HAK-PAR             | 108.583    | 0,23    | +0,10   | 0      | ±0    |
|                               | Volksbefreiungspartei                   | HKP                 | 83.057     | 0,17    | +0,04   | 0      | ±0    |
|                               | Demokratische Partei                    | DP                  | 69.319     | 0,14    | −0,02   | 0      | ±0    |
|                               | Kommunistische Partei                   | KP                  | 52.527     | 0,11    | +0,08   | 0      | ±0    |
|                               | Unabhängige                             | —                   | 51.038     | 0,11    | −0,95   | 0      | ±0    |
|                               | Partei der Unabhängigen Türkei          | BTP                 | 49.297     | 0,10    | −0,11   | 0      | ±0    |
|                               | Demokratische Linkspartei               | DSP                 | 31.805     | 0,07    | −0,12   | 0      | ±0    |
|                               | Liberaldemokratische Partei             | LDP                 | 26.816     | 0,06    | ±0,00   | 0      | ±0    |
|                               | Volkspartei                             | MP                  | 19.714     | 0,04    | ±0,00   | 0      | ±0    |
|                               | Partei des Rechten Weges                | DYP                 | 14.131     | 0,03    | −0,03   | 0      | ±0    |
| Gesamt                        | Gesamt                                  | Gesamt              | 47.840.231 | 100,00  | ±0      | 550    | ±0    |
| Gültige Stimmen               | Gültige Stimmen                         | Gültige Stimmen     | 47.840.231 | 98,56   | +1,47   |        |       |
| Ungültige Stimmen             | Ungültige Stimmen                       | Ungültige Stimmen   | 697,464    | 1,44    | −1,47   |        |       |
| Wahlbeteiligung               | Wahlbeteiligung                         | Wahlbeteiligung     | 48.537.695 | 85,18   | +1,26   |        |       |
| Nichtwähler                   | Nichtwähler                             | Nichtwähler         | 8.411.314  | 14,77   | −1,31   |        |       |
| Registrierte Wähler           | Registrierte Wähler                     | Registrierte Wähler | 56.965.099 |         |         |        |       |
| Quelle: Amtliches Endergebnis |                                         |                     |            |         |         |        |       |

### Ausland

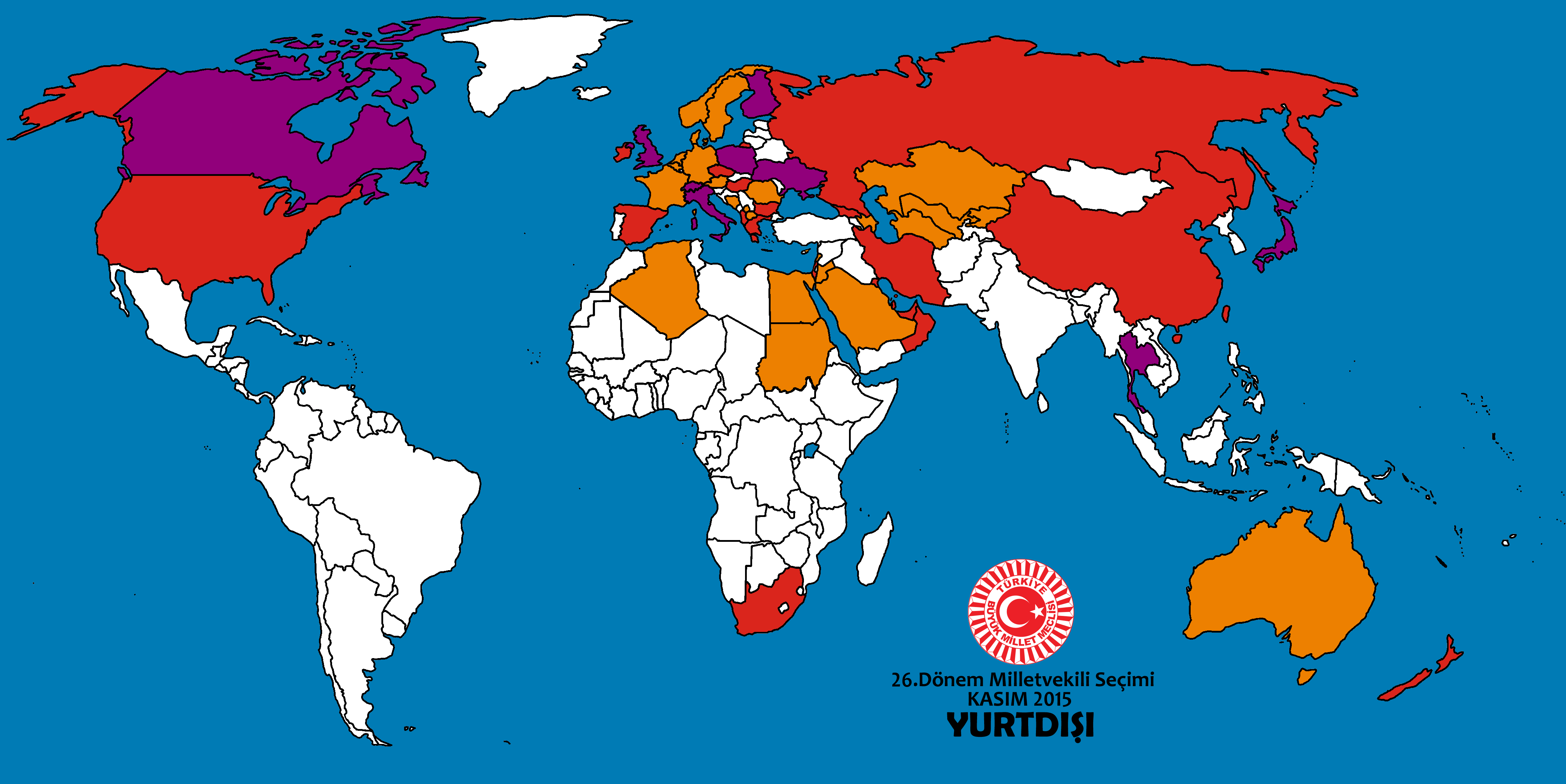
Stimmen türkischer Wähler im Ausland

Nach der Präsidentschaftswahl in der Türkei 2014 und der Parlamentswahl in der Türkei im Juni 2015 war es die dritte Wahl, bei der türkische Staatsbürger im Ausland teilnehmen konnten.